# Falsches Dilemma

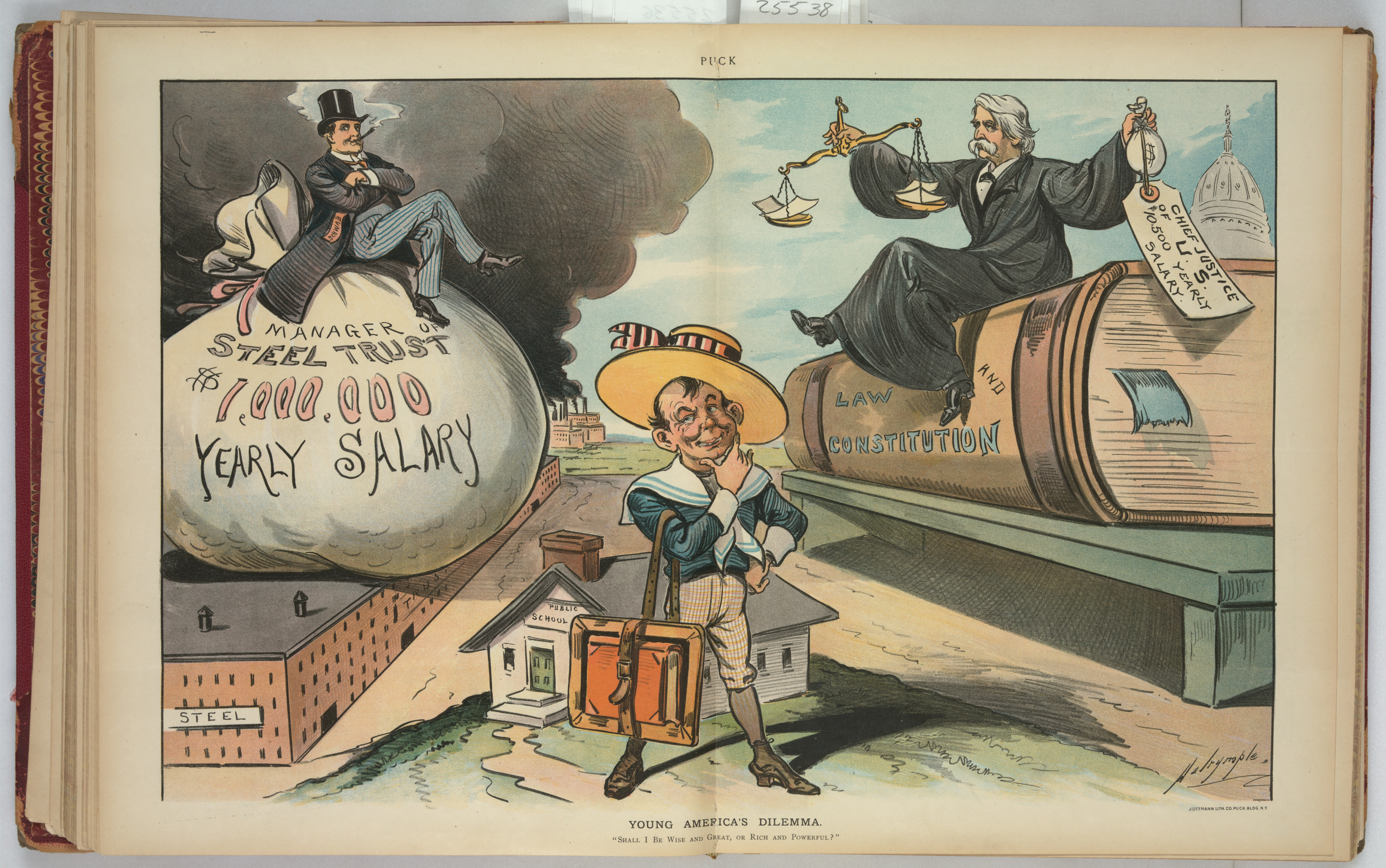
Das amerikanische Dilemma: weise und großartig oder mächtig und reich (Plakat von 1901)?

Ein falsches Dilemma oder eine falsche Dichotomie ist die Suggestion, es gäbe zu einer Streitfrage genau zwei bestimmte, angeblich zueinander entgegengesetzte Positionen, auch wenn es weitere Möglichkeiten gibt, und die beiden angebotenen zueinander gar nicht in Widerspruch stehen. Es werden so eine Dichotomie und ein Dilemma konstruiert, die tatsächlich gar nicht bestehen.
Der Fehlschluss kann absichtlich verwendet werden, um zum Beispiel eine Scheinwahl herbeizuführen. Er kann aber auch durch unabsichtliches Nichterkennen von zusätzlichen Möglichkeiten entstehen, z. B. „Ich dachte, wir seien Freunde. Alle meine Freunde waren auf der Party – nur du warst nicht da.“
Der Philosoph John Searle attackiert Derridas Ansicht „Soweit eine Unterscheidung nicht rigoros und präzise gemacht wird, ist sie nicht wirklich eine Unterscheidung“. Er besteht sogar darauf, dass „es eine Bedingung der Angemessenheit einer genauen Theorie eines unbestimmten Phänomens ist, dass man genau das Phänomen charakterisiert und zwar als unbestimmt; und eine Unterscheidung bewirkt nichts weiteres als eine Unterscheidung in verwandte, marginale und divergierende Klassen.“ So sind, wenn zwei Alternativen präsentiert werden, diese oft, aber nicht immer, die Extrempunkte einer Reihe von Möglichkeiten. Dies kann die Meinung dahin auf ein übergeordnetes Argument lenken, dass sich die Argumente wechselseitig ausschließen, obwohl sie es nicht tun.

## Beispiele
- „Wir machen das entweder richtig, oder wir machen das gar nicht.“[2]
- „Politische Interaktion ist immer ein Freund-oder-Feind-Verhältnis.“[2]
- „Entweder ist die Evolutionstheorie vollständig und in allen Einzelheiten korrekt, oder es muss ein Gott existieren.“ (zu diesem Beispiel: siehe Kreationismus.)[3]
- „Entweder bist du für uns oder gegen uns!“
- Pascalsche Wette